# Strzelino

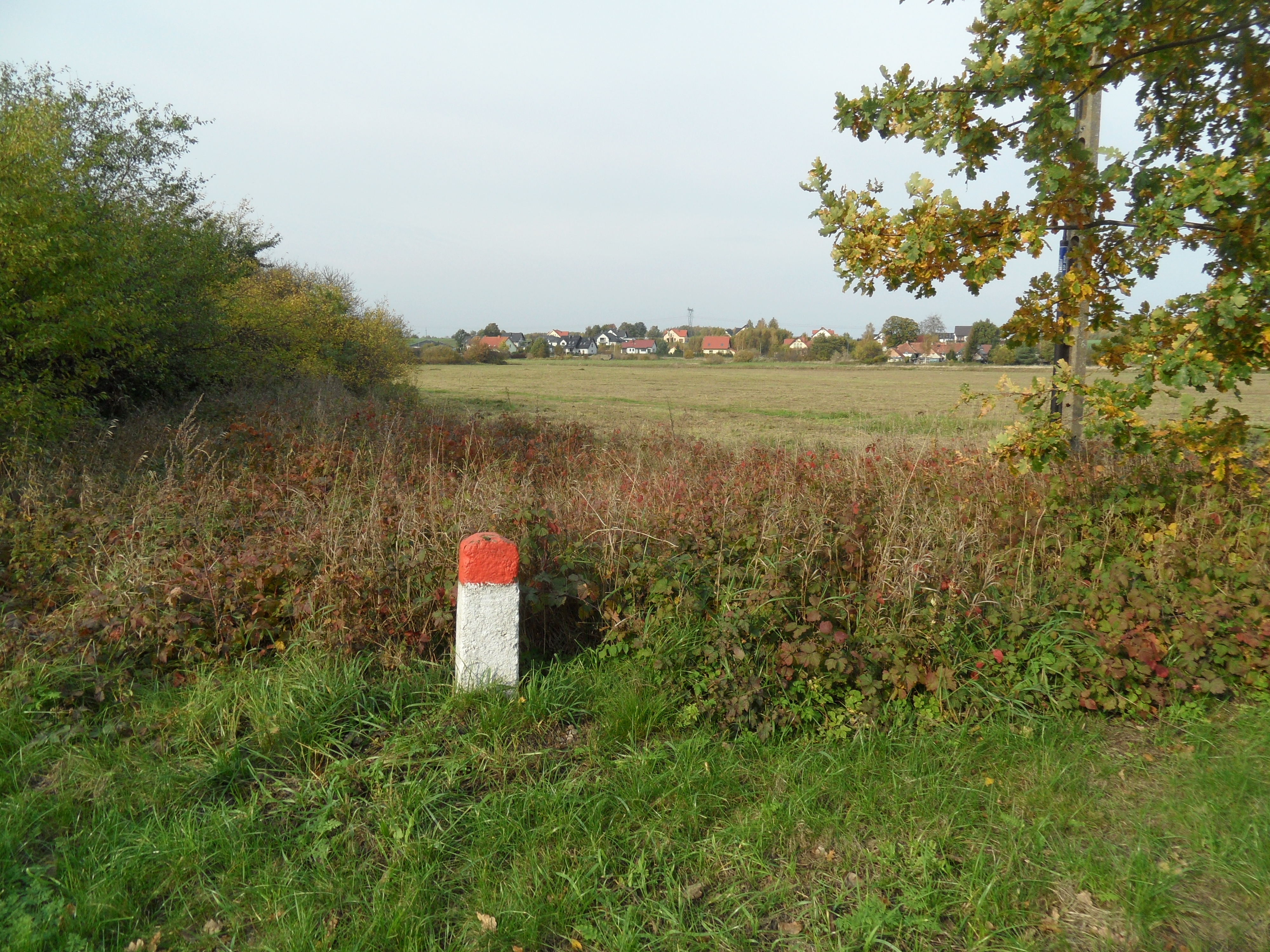
Dorfrand und Umgebung (2021)

Strzelino (deutsch Groß Strellin, slowinzisch Vjẽlħė Střìḙlänɵ) ist ein Dorf im Powiat Słupski der polnischen Woiwodschaft Pommern.

## Geographische Lage
Das Dorf liegt in Hinterpommern, etwa sieben Kilometer nordöstlich von Stolp. Durch das Dorf fließt der Mühlenbach. In dem Tal, in dem das Dorf liegt, befindet sich in der Nachbarschaft ein Torfmoor.

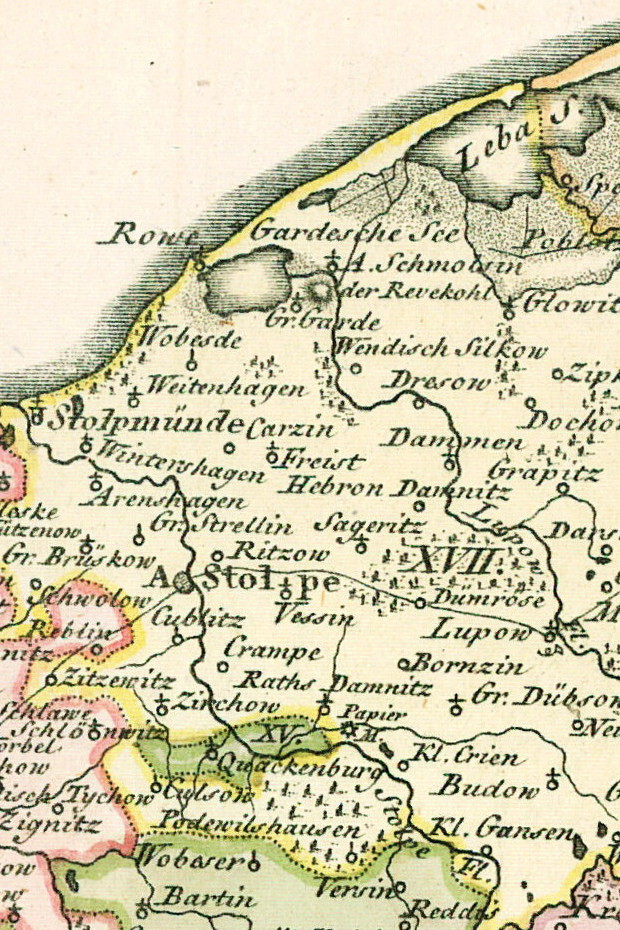
Groß Strellin, südöstlich von Stolpmünde (links oben im Bild) an der Ostsee, westlich des Flusses Stolpe und nordwestlich der Stadt Stolp (früher Stolpe geschrieben), auf einer Landkarte von 1794.

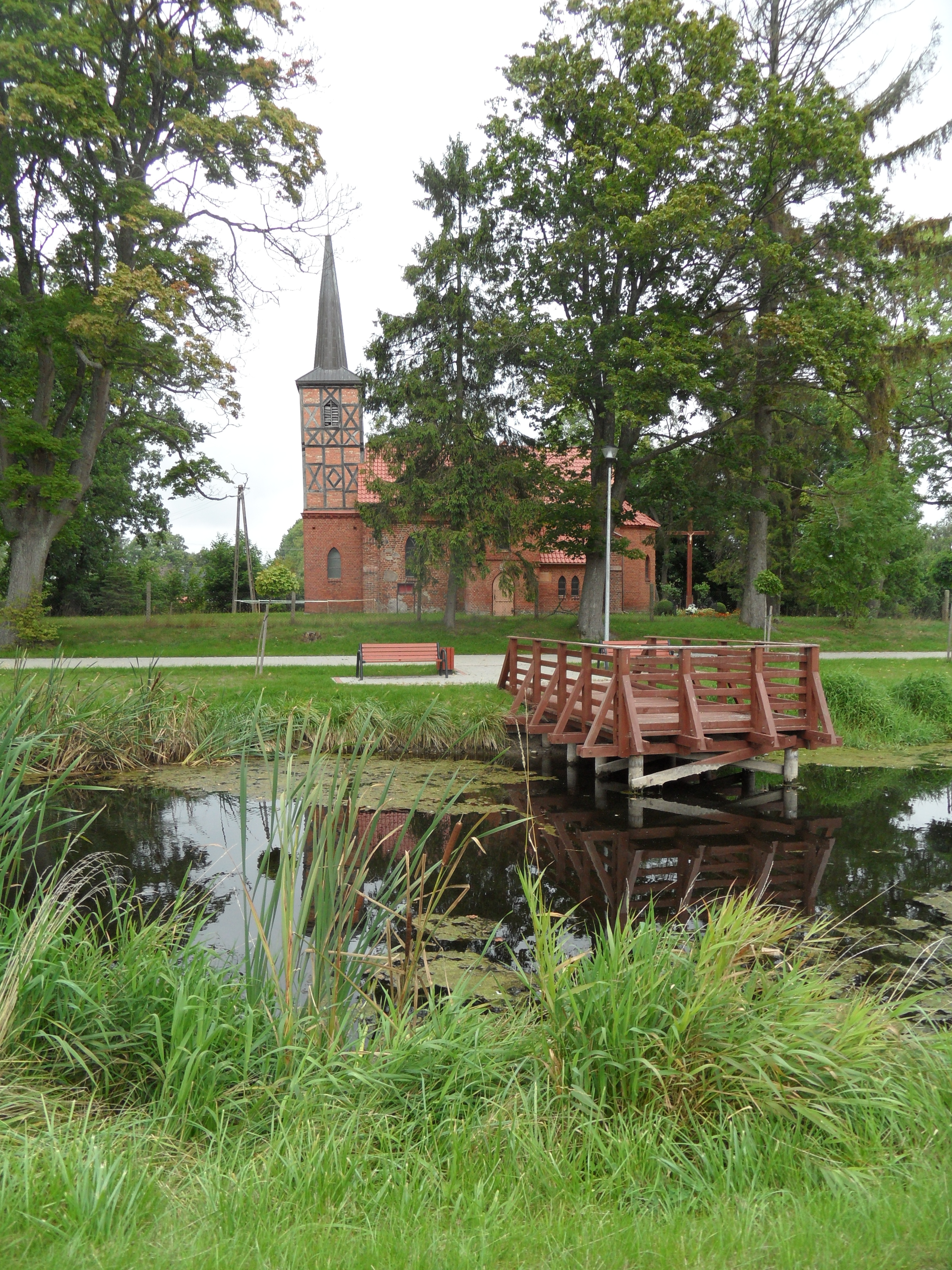
Mühlenbach, mit der Dorfkirche im Hintergrund (2021)

## Geschichte
Das Gassendorf, in älterer Zeit Olden Strelyn genannt, gehörte ursprünglich zu einem Rittergut. Einer Schenkungsurkunde zufolge, deren Echtheit allerdings bezweifelt wird, überließ Herzog Mestwin II. im Jahr 1277 das Gut dem Ritter Miroslaus, genannt Roswaroviz. 1294 wird das Dorf in einer Urkunde des Erzbischofs von Gnesen genannt. 1364 war Johannes Gherwyn plebanus in Strelyn. 1366 verkaufte Heinrich Puttkamer die zum Dorf gehörige Mühle dem Stolper Bürger Herder Tramm und dem Johann Darsow aus Starkow. Anschließend war das Gut eine Zeitlang Eigentum der Stadt Stolp und ging dann in den Besitz der Familie Colrep über. 

Gebäude im Dorf
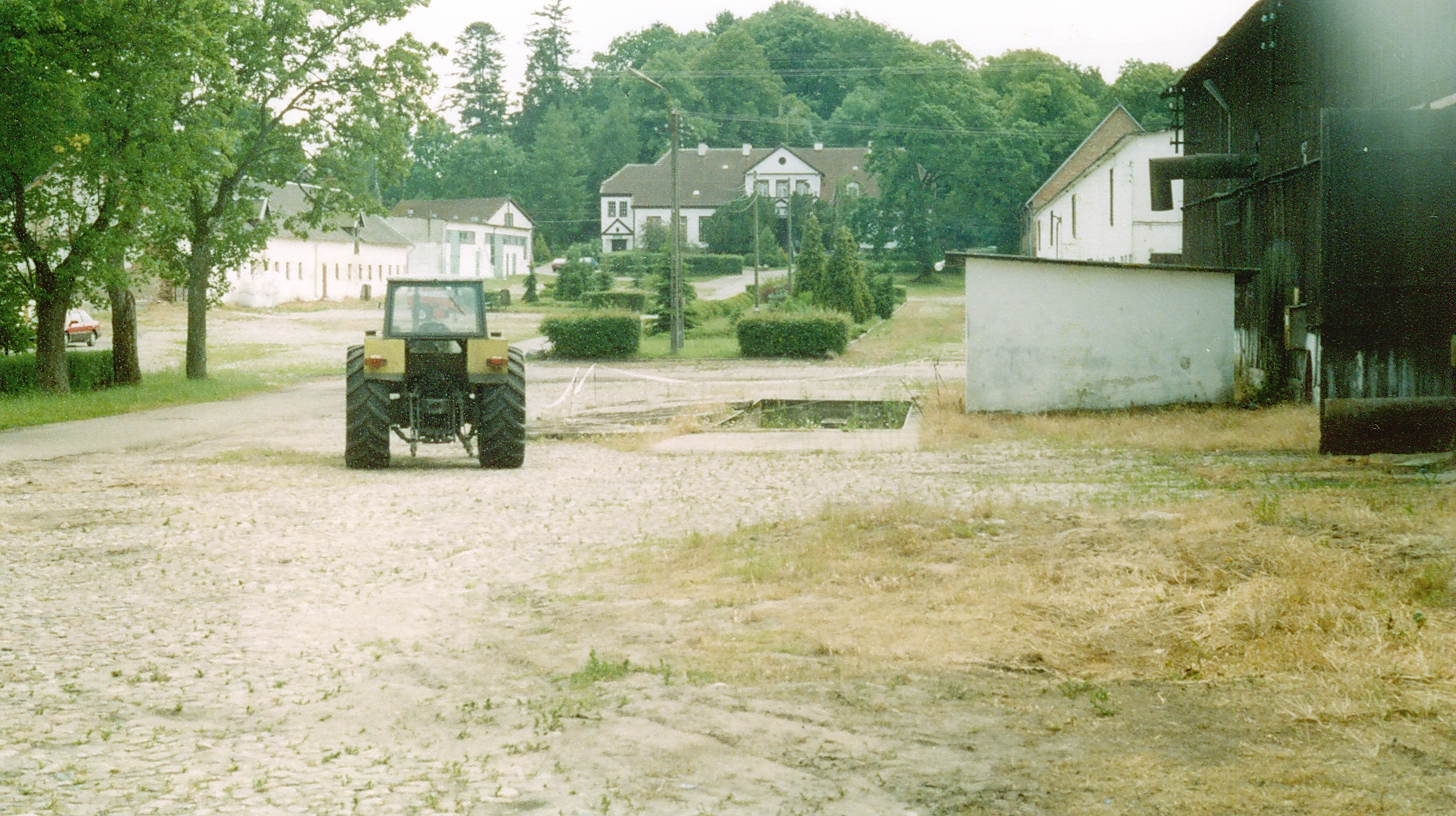
Ehemaliger Gutshof Groß Strellin mit Gutshaus und Wirtschaftsgebäuden (2004)
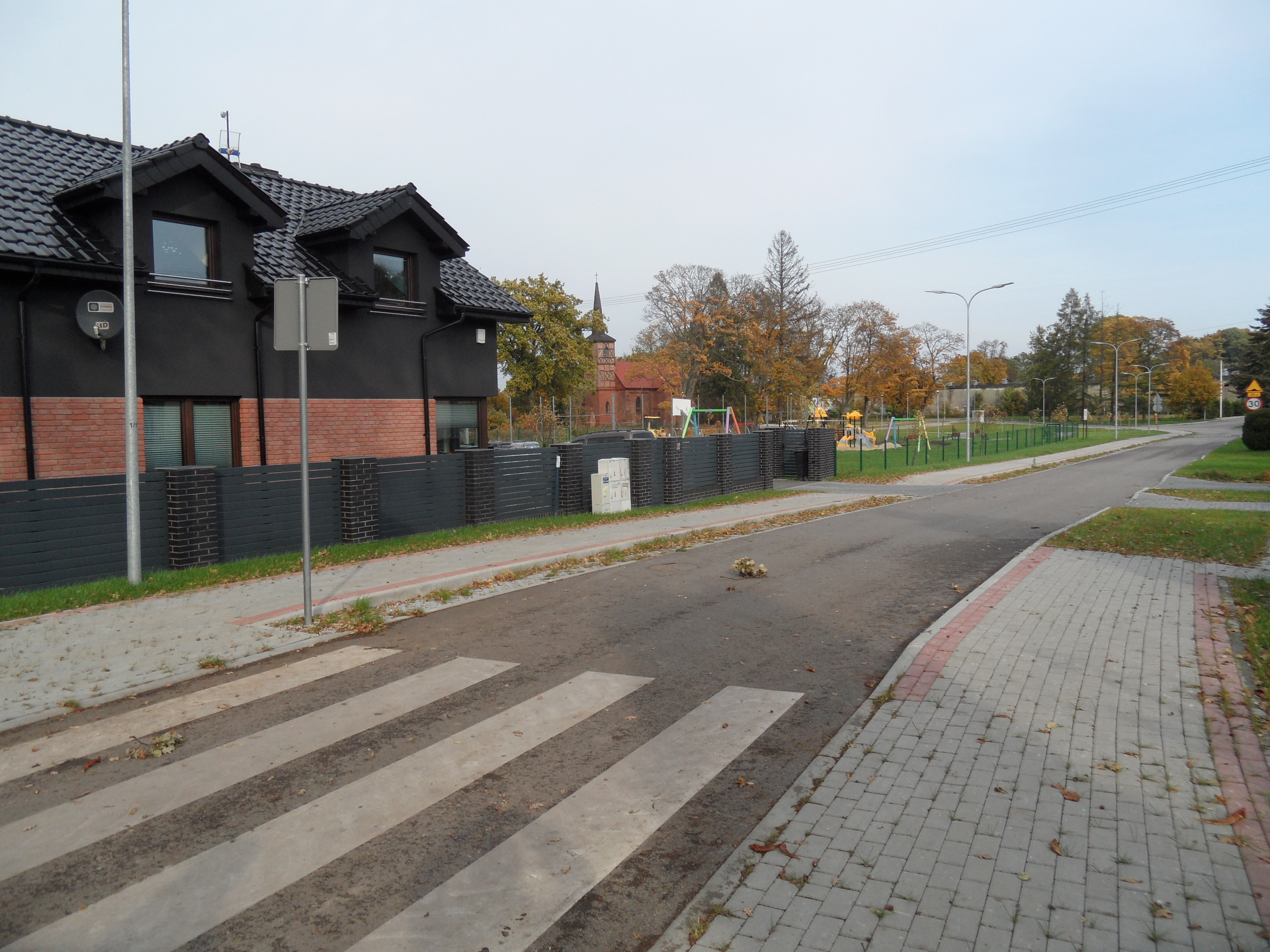
Dorfstraße (2021)
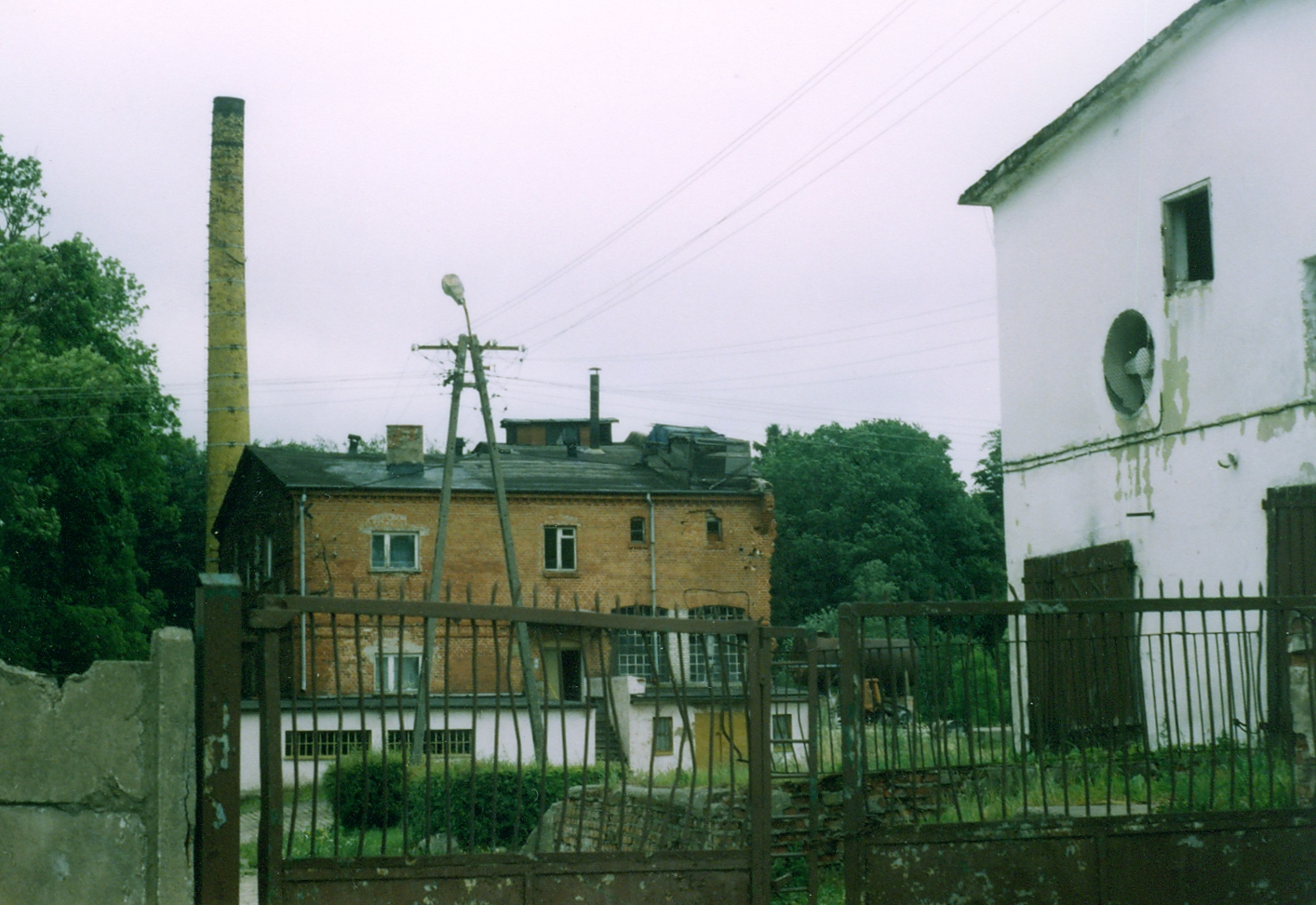
Alte Spiritusbrennerei (2004)
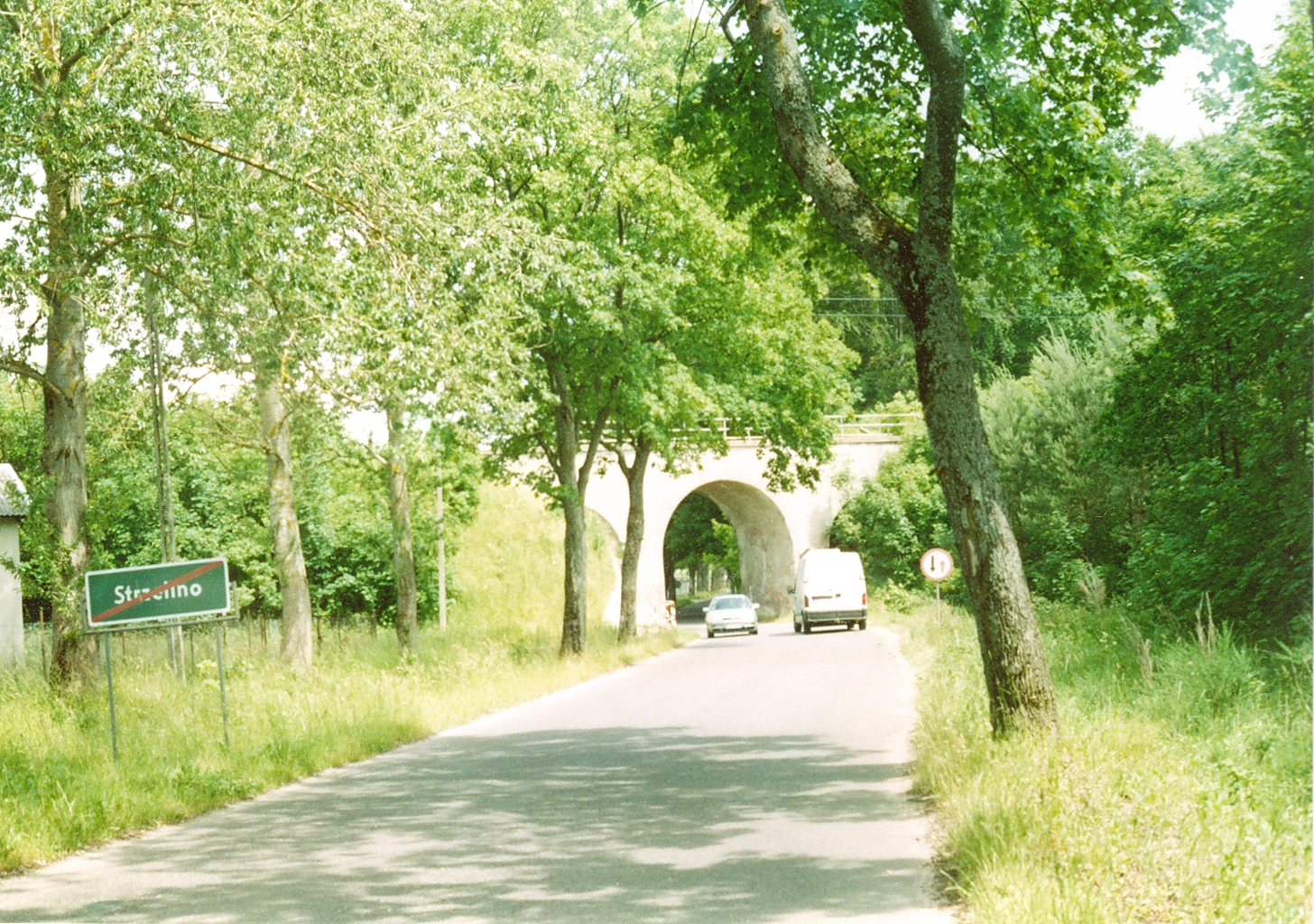
Eisenbahn-Unterführung (2003)

Um 1784 gab es in Groß Strellin ein Vorwerk, sechs Bauern, einen Kossäten, einen Schulmeister, auf der Feldmark des Dorfs eine Wassermühle, Neue Mühle genannt, die Eigentum des Müllers war, eine neu angelegte Schäferei nebst sechs Kolonistenfamilien, unter welchen sich vier Halbbauern befanden, und insgesamt 21 Haushaltungen. Das Gut befand sich zu dieser Zeit im Besitz der Familie Below. 1804 war ein Herr Meske Eigentümer des Ritterguts. 1853 wurde das Gut für 80.000 Taler von Gustav Mach aufgekauft, dessen Nachkommen es bis 1945 besaßen.
Am 1. April 1927 hatte das Gut Groß Strellin eine Flächengröße von 663 Hektar, und am 16. Juni 1925 hatte der Gutsbezirk 248 Einwohner. Am 30. September 1928 wurde der Gutsbezirk Groß Strellin teilweise in die Stadt und den Stadtkreis Stolp eingegliedert, das Restgut in die Landgemeinde Groß Strellin.
Anfang der 1930er Jahre hatte die Landgemeinde Groß Strellin eine Flächengröße von 8,1 km². Innerhalb der Gemeindegrenzen gab es nur die einzige Wohnstätte Groß Strellin. Dort standen 42 bewohnte Wohnhäuser.
Groß Strellin gehörte bis 1945 zum Landkreis Stolp im Regierungsbezirk Köslin der Provinz Pommern des Deutschen Reichs. Auf der 814 Hektar großen Gemeindefläche war Groß Strellin der einzige Wohnort. Im Jahr 1925 standen in Groß Strellin 42 Wohngebäude, und es wurden 364 Einwohner gezählt, die auf 64 Haushaltungen verteilt waren. Im Jahr 1939 hatte das Dorf 331 Einwohner in 69 Haushaltungen.
Die Region wurde gegen Ende des Zweiten Weltkriegs am 8. Mai 1945 von der Roten Armee besetzt. Nach Beendigung der Kampfhandlungen wurde das Dorf seitens der sowjetischen Besatzungsmacht der  Volksrepublik Polen zur Verwaltung überlassen und unter der polonisierten Ortsbezeichnung Strzelino verwaltet. Die einheimischen Bewohner wurden bis auf wenige Ausnahmen vertrieben. Da es an Arbeitskräften mangelte, durften einige Familien vorerst bleiben, um das Gut zu bewirtschaften.
Später wurden in der Bundesrepublik Deutschland 148 und in der DDR 77 aus Groß Strellin Vertriebene ermittelt.
In dem Dorf leben heute etwa 480 Einwohner.

## Kirche

### Dorfkirche

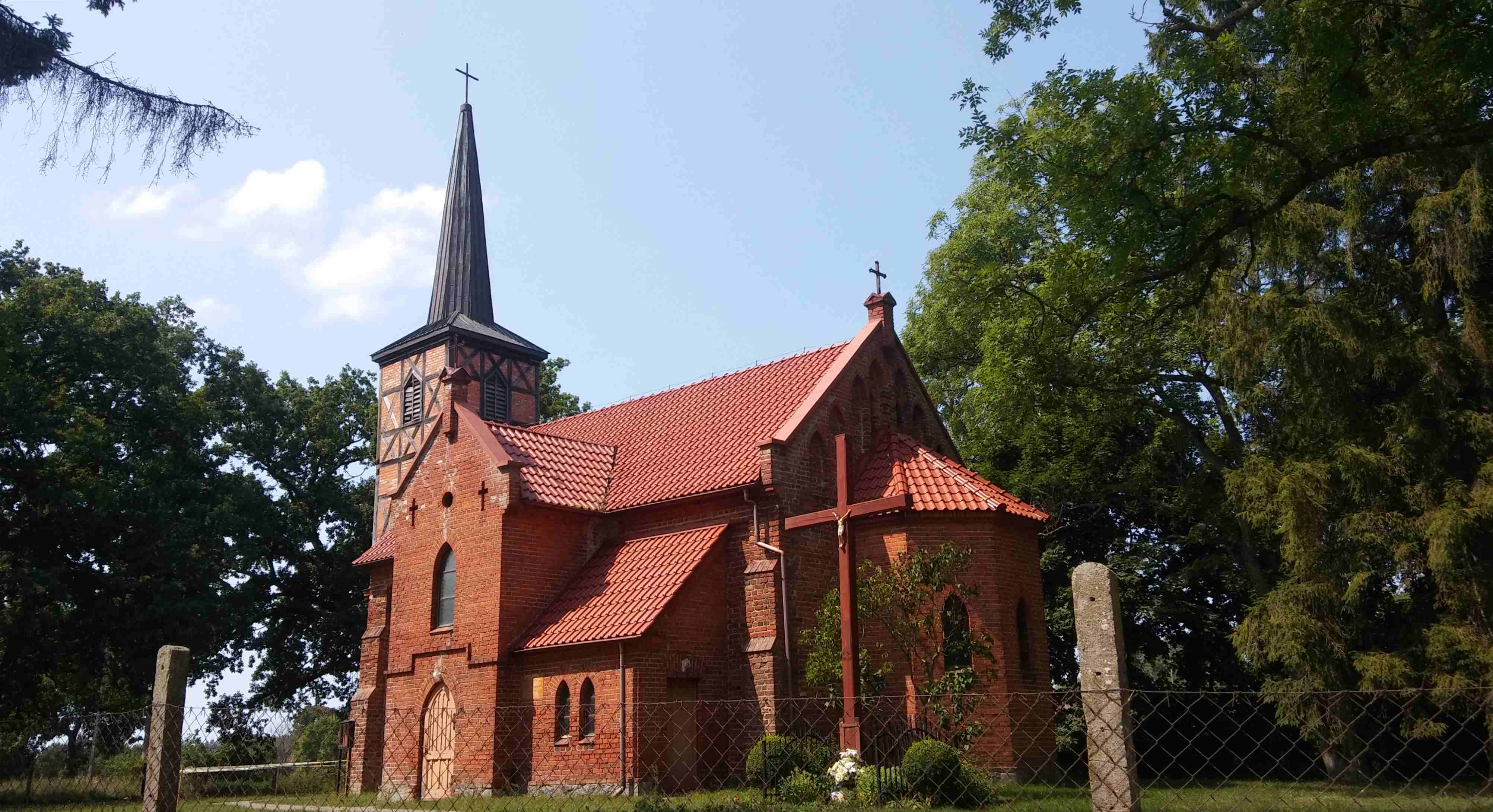
Dorfkirche (2021), bis 1945 Gotteshaus der evangelischen Gemeinde Groß Strellin

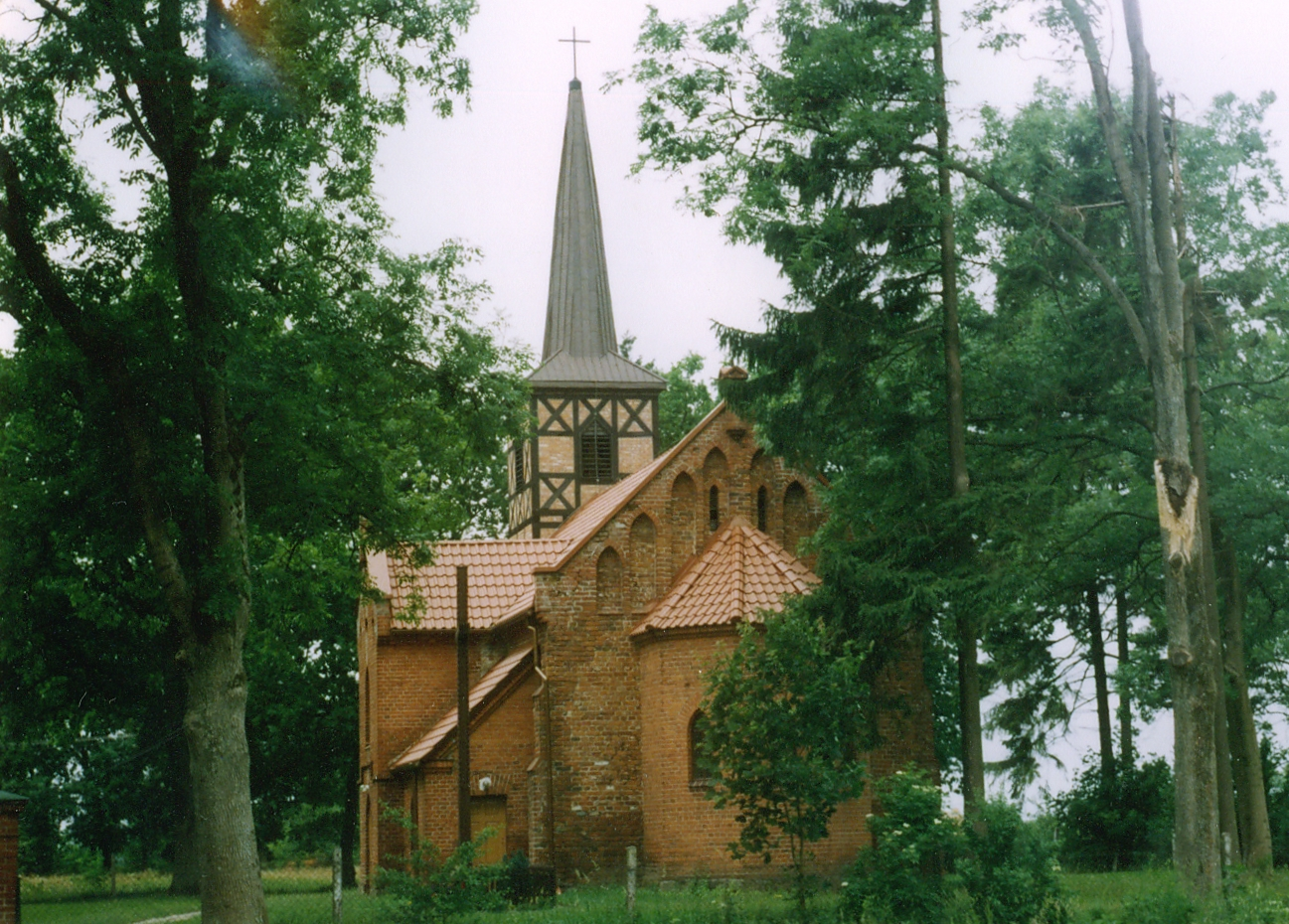
Rückseite der Kirche (2003)

Der Ort hatte schon im Mittelalter eine Kirche. Im Jahr 1364 wirkte Johannes Gherwyn als Priester (plebanus) in Strelyn; in einer Urkunde von 1493 kommt die „ecclesia ville Strellin“ vor. Die stark erneuerte Kirche enthält Bauelemente des Vorgängerbaus. Am Ende des 19. Jahrhunderts waren zwei Glocken vorhanden, eine hatte die Aufschrift: 
die andere war mit einer Glockengießerei-Signatur versehen, flankiert von dem Buchstaben D und der Angabe B 1585.
Die Dorfkirche wurde nach dem Zweiten Weltkrieg von der polnischen Administration zugunsten der Römisch-katholischen Kirche in Polen zwangsenteignet und vom polnischen katholischen Klerus ‚neu geweiht‘.

### Kirchspiel bis 1945
Die einheimische Bevölkerung vor 1945 war mit seltenen Ausnahmen evangelischer Konfession. Die Dorfkirche war eine Filiale des Kirchspiels Arnshagen. Die Kirchenbücher wurden in der Pfarrei Arnshagen aufbewahrt.
Das katholische Kirchspiel war in Stolp.

### Polnisches Kirchspiel seit 1945
Die seit 1945 und Vertreibung der einheimischen Dorfbewohner anwesende polnische Einwohnerschaft ist überwiegend katholisch. Die polnischen katholischen Gottesdienste finden in der Dorfkirche statt.
Das polnische evangelische Kirchspiel ist in Stolp.

## Verkehr
Über das Straßennetz zu erreichen ist das Dorf über eine Chaussee, die in westlicher Richtung von der Teilstrecke Słupsk – Ustka  (Stolp – Stolpmünde) der Provinzstraße 210 abzweigt. 